# Codex Michigan

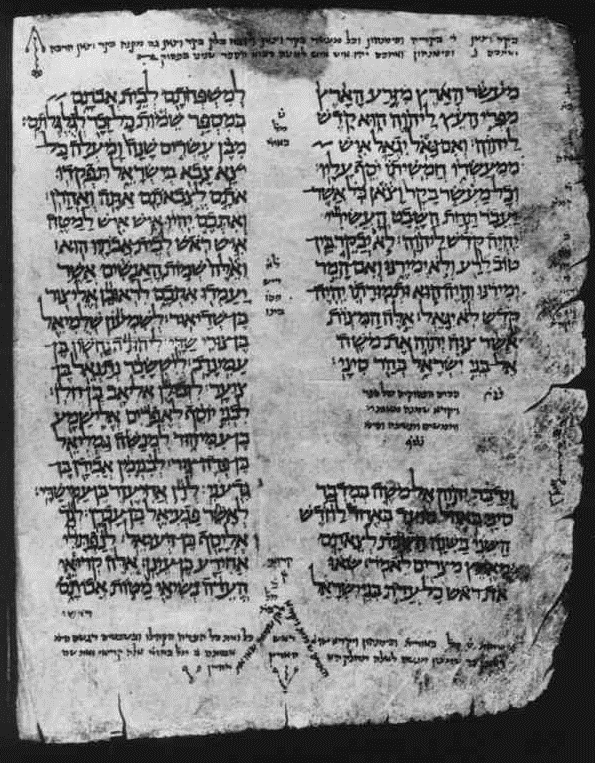
Codex Michigan f. 92b (Kapłańska 32:30 do Liczb 1:16)

Codex Michigan – pochodzący z X wieku n.e. hebrajski kodeks Pentateuchu zapisany na welinie. Manuskrypt ten jest jednym z najstarszych zachowanych hebrajskich rękopisów biblijnych. Przechowywany jest w bibliotece University of Michigan (MS 88).

## Opis
Manuskrypt zawiera 151 folio o wymiarach 21 na 18 cm. Został napisany czarnym atramentem po obu stronach kart, dwie kolumny na stronę i po 21 linijek w kolumnie. Manuskrypt zawiera prawie kompletny tekst Pięcioksięgu z wyjątkiem Księgi Rodzaju rozdział I, który jest uszkodzony i zawiera luki. Pierwotnie manuskrypt zawierał prawdopodobnie 207 kart.
Rękopis został napisany hebrajskim pismem kwadratowym z systemem znaków samogłoskowych i akcentów. Tekst jest podzielony na sekcje zawierające komentarze pisane w liniach na górze i na dole stron. Komentarze są ewidentnie późniejsze i pochodzą prawdopodobnie z początków XVII wieku. Ich wartość polega głównie na zawartych ilustracjach. 
Kodeks jest dobrze zachowany, zawiera pełną punktację i akcenty z uwagami masora parva i masora magna na marginesach. Paleograficznie kodeks jest datowany na X wiek n.e. Tekst rękopisu zawiera znaki charakterystyczne dla masory ben Neftalego. Kaligrafia kodeksu nie odpowiada ściśle tradycji tekstualnej znanych manuskryptów tego okresu. Chociaż wykazuje związki z różnymi manuskryptami, jest jednak unikalny w niektórych miejscach pod względem odczytu, wokalizacji i akcentów. Wskazują one na różnice pomiędzy szkołą ben Aszera a ben Neftalego.